# Турска баня (Разлог)
Турската баня в Разлог, област Благоевград, България е турска обществена баня, .
Банята е построена вероятно в XVIII век. Реставрирана е през 2004 година.

## Архитектура
Сградата е с 3 помещения с куполни покриви – голямо и 2 по-малки.
В голямото помещение са изложени фотографии на флора и фауна от района, както и на народни обичаи.
В пристройка към банята има туристически информационен център.